# Aducanumab
Aducanumab, tên thương mại Aduhelm, là thuốc được dùng để chữa bệnh Alzheimer (AD). Thuốc này là kháng thể đơn dòng nhằm vào amyloid beta.
Aducanumab tấn công các dạng kết tụ của amyloid beta (Aβ) tìm thấy trong não của những bệnh nhân Alzheimer, với mục tiêu giảm sự lắng đọng của nó.
Tháng 6 năm 2021, aducanumab được phê duyệt cho mục đích y khoa tại Hoa Kỳ, và là thuốc chữa Alzheimer dạng này đầu tiên. Đây cũng là thuốc chữa Alzheimer đầu tiên được phê duyệt kể từ năm 2003, và là liệu pháp đầu tiên nhằm vào tính chất sinh lý bệnh học của Alzheimer. Việc chấp thuận aducanumab gây ra nhiều tranh cãi xung quanh vấn đề hiệu quả của loại thuốc này, xuất phát kết quả thử nghiệm lâm sàng không rõ ràng. Aducanumab được chấp thuận qua quá trình phê duyệt cấp tốc của FDA, và FDA yêu cầu Biogen tiếp tục thực hiện nghiên cứu về khả năng chữa trị triệu chứng Alzheimer của loại thuốc này.

## Mục đích y khoa
Aducanumab được chỉ định cho điều trị bệnh Alzheimer.

## Lịch sử
Biogen Inc. phát triển aducanumab sau khi mua bản quyền từ Neurimmune, công ty phát hiện ra nó. Tháng 3 năm 2019, Biogen tạm ngừng việc phát triển thuốc sau khi dữ liệu từ hai thử nghiệm giai đoạn III cho thấy nó không đạt được chỉ tiêu chính.
Các nhà nghiên cứu đánh giá hiệu quả của aducanumab trong ba thử nghiệm khác nhau với tổng cộng 3.482 người tham gia. Các thử nghiệm mù đôi, đối chứng giả dược với liều lượng khác nhau được thực hiện trên các bệnh nhân Alzheimer. Những người nhận thuốc điều trị cho thấy số mảng amyloid beta giảm đáng kể phụ thuộc vào liều lượng và thời gian, trong khi những bệnh nhân trong nhánh đối chứng không cho thấy sự giảm lượng mảng amyloid beta.

## Xã hội và văn hóa

### Kinh tế
Điều trị bằng Aduhelm ước tính tốn khoảng 56,000 đô la Mỹ một năm, và CEO của Biogen khẳng định công ty sẽ giữ mức giá đó trong ít nhất bốn năm. Đối với những bệnh nhân có bảo hiểm y tế phù hợp và/hoặc Medicare, chi phí mà bệnh nhân phải chi trả vào khoảng 11.500 đô la Mỹ một năm.

### Tranh cãi
Việc phê duyệt liệu thuốc này dấy lên nhiều tranh cãi, cho rằng "cơ sở để phê duyệt là một chỉ tiêu thay thế chưa được chứng minh có liên hệ tương quan với bất kỳ tác động quan trọng nào cho bệnh nhân".
Tháng 11 năm 2020, một ủy ban các chuyên gia độc lập cho Cục quản lý Thực phẩm và Dược phẩm Hoa Kỳ (FDA) kết luận rằng nghiên cứu của aducanumab thất bại trong việc đưa ra "bằng chứng thuyết phục" rằng loại thuốc này hoạt động tốt và kiến nghị FDA không phê duyệt aducanumab với lý do tính hiệu quả đáng ngờ và nhiều "dấu hiệu xấu" qua việc phân tích dữ liệu. Ngày 7 tháng 6 năm 2021, FDA đưa ra quyết định cuối cùng, cho phép sử dụng loại thuốc này. Liệu thuốc được coi là gây tranh cãi với những thử nghiệm lâm sàng cho ra kết quả mâu thuẫn về tính hiệu quả của nó. Ba thành viên của ủy ban đánh giá FDA từ chức sau khi FDA phê duyệt loại thuốc này. Public Citizen và Viện Nghiên cứu Lâm sàng và Kinh tế chỉ trích quyết định của FDA. Các tổ chức bệnh nhân vận động trên quy mô lớn nhằm phê chuẩn loại thuốc này bởi đặc tính mới của nó đối với một bệnh lý suy nhược vốn có rất ít phương pháp trị liệu. Các tổ chức vì bệnh nhân như Hiệp hội Alzheimer, Hội Alzheimer Canada, và Tổ chức Alzheimer Mỹ đều ủng hộ quyết định này.